# Fabrikant

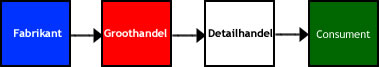
Schematische weergave van een distributieketen

Een fabrikant of industrieel is, in de oorspronkelijke betekenis, de eigenaar van één of meer fabrieken, en vaak ook de directeur ervan. Het betreft hier gewoonlijk een familiebedrijf. Bij uitbreiding kan de term ook op de fabriek of het bedrijf zelf slaan.

## Oorsprong
Fabrikanten werden van belang in de loop van de industriële revolutie, toen de productie zich steeds meer ging concentreren in fabrieken. Voordien vond de productie plaats in werkplaatsen en molens, die een meer ambachtelijk karakter bezaten.
Naast bijvoorbeeld molenaars van industriemolens kunnen als voorlopers van de fabrikanten ook de fabrikeurs en commissionairs worden gezien, die een belangrijk deel van hun productieprocessen in de vorm van huisnijverheid uitbesteedden aan mannen, vrouwen en kinderen uit de bevolking. Mede door ontwikkelingen als arbeidsdeling, mechanisatie en dergelijke, werd de arbeid geleidelijk aan meer en meer in fabrieken geconcentreerd en aldaar door loonarbeiders verricht. Dit proces duurde van eind 18e eeuw tot begin 20e eeuw. Ook handelsmaatschappijen richtten fabrieken op, en gefortuneerde lieden investeerden eveneens in productiebedrijven. Dit bracht de fabrikantenfamilie soms tot grote rijkdom, wat men uitte door fabrikantenvilla's en dergelijke te laten bouwen.
Hoewel er aanvankelijk vaak sprake was van zeer slechte werkomstandigheden en arbeidsverhoudingen, werd er door een aantal meer verlichte fabrikanten ook aandacht besteed aan de sociale ontwikkeling van de arbeiders. Dit leidde onder meer tot bedrijfsgebonden verenigingen en dergelijke.
Door verdergaande concentratie ontstonden er uit de fabrieken ook wel grotere concerns, die soms nog lange tijd kenmerken van een familiebedrijf bezaten, zoals onder meer Philips. In plaats van het woord "fabrikant" gebruikt men gewoonlijk het woord "industrieel" voor de directeur-eigenaar van een dergelijk bedrijf.
In de loop van de jaren 1970 verdwenen vele familiebedrijven, en ook de fabrikant verdween van het toneel. De leiding van vele bedrijven kwam in handen van min of meer anonieme managers, die vaak veel minder tot geen binding met bedrijf, personeel en plaats van vestiging hadden dan de oorspronkelijke fabrikantenfamilie en vaak na enkele jaren weer van bedrijf wisselden. Een fabriek die geworteld in de gemeenschap van een dorp of stad werd dan beschouwd als een min of meer anonieme vestiging van een grotere bedrijvengroep. Concentratie van de productie behoorde dan tot de reële mogelijkheden, met sluiting van vestigingen tot gevolg.

## Bekende Europese industriëlen
- Ernest Baroche, een Frans industrieel die eigenaar was van meerdere suikerfabrieken.
- John Cockerill, een Brits industrieel, die in België een industrieel imperium opbouwde.
- Ernest en Alfred Solvay, broers-oprichters van de Belgische multinationale onderneming Solvay.
- Thomas en Petrus (I) Regout (en zonen en kleinzonen), Nederlandse fabrikantenfamilie, die in Maastricht een groot aantal fabrieken stichtte (o.a. Thomas Regout, Sphinx, Mosa en Kristalunie).
- Gerard Philips, een Nederlands industrieel en oprichter van de multinationale onderneming Philips.

## Trivia
- In het Siberische Rusland van de 16e en 17e eeuw wordt met een industrieel (promysjlennik) een pelsjager bedoeld.